# 托馬斯·格里菲斯·泰勒
托馬斯·格里菲斯·泰勒（英語：Thomas Griffith Taylor，1880年12月1日—1963年11月5日）是英國地理學家、人類學家兼世界探險家，罗伯特·斯科特船長所率領的南極新地探險隊倖存者。他是悉尼、芝加哥及多倫多大學的高等學術地理學家，其地理和種族相關著作具有爭議。

## 早年生活

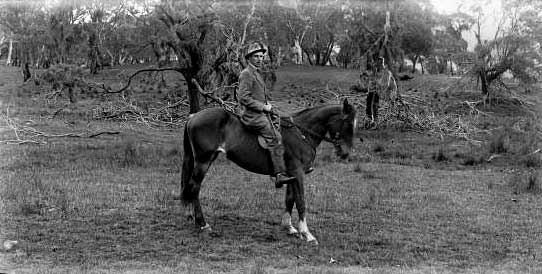
泰勒騎馬攝於1913年堪培拉
影像來源：澳洲國立圖書館

泰勒出生於英格蘭沃爾瑟姆斯托，父親是冶金化學家詹姆斯·泰勒（James Taylor），母親是莉莉·艾格尼絲（Lily Agnes），原姓格里菲斯（Griffiths）。在他出生後一年內，全家搬到了塞尔维亚，他的父親在此擔任銅礦開採主管。三年後，當他的父親成為大型煉鋼廠的分析化學主管時，他們全家搬回英国。1893年，全家移民到澳大利亞新南威爾士州，他的父親在此獲得了政府冶金師的職位。
泰勒於13歲時就讀悉尼的國王學校。他於1899年在悉尼大學學習文科，後來轉理工科，於1904年獲得理學學士學位，1905年獲得採礦與冶金工程學士學位。1904年，他成為紐因頓學院的教職員工。1907 年獲得剑桥大学伊曼纽尔学院1851年展覽獎學金，並在此獲得學士學位。1909年，泰勒被選為倫敦地質學會會士。在劍橋期間，他與雷蒙德·普里斯特利、加拿大的查爾斯·西摩·賴特及澳大利亞的弗蘭克·德本漢姆結識並建立牢固的友誼，他們都對南極探險充滿熱情，並作為新地探險的成員與他一同前往南極。

## 南極探險

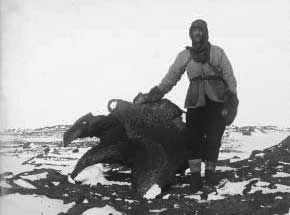
1911年10月15日，泰勒於南極洲埃文斯角附近的哈特角東南方
影像來源：澳洲國立圖書館

探險家罗伯特·斯科特與泰勒簽訂了前往南極洲新地探險隊的契約，史考特正在尋找一支經驗豐富的團隊，並任命泰勒為首席地質學家，且雙方同意泰勒將擔任氣象觀測員，因南極洲天氣條件對澳大利亞的氣候有著強大的影響。
泰勒是成功的地質團隊領導者，負責南極洲重要地區的第一張地圖與地質解釋。1911年1月，他率領一支探險隊前往麦克默多湾以西的沿海地區，位於麦克默多干谷與開特利茲冰川之間的地區。1911年11月，他領導了第二次成功的探險，這次以巴特角以北約50英哩（80公里）的格蘭納特港地區為中心。與此同時，史考特帶領的五人小組前往南極點，在挪威罗尔德·阿蒙森率領的探險隊之前競相到達那裡。他們於 1912年1月到達南極點，卻發現阿蒙森留在那裡的帳篷裡有一封註明日期的訊息，告知他們他已在五週前到達南極點。史考特的整個團隊在返回途中喪生，距離安全的營地只有11英哩。
泰勒的探險隊原定於1912年1月15日被新地探險隊的補給船接走，但船無法到達他們的所在地。他們一直等到2月5日才向南跋涉，並於2月18日被船發現並從中獲救。泰勒於1912年3月乘坐新地探險隊的船隻離開南極洲，並不曉得史考特探險隊的情況。1913年1月，探險隊取回兩次於西部山脈探勘的地質標本。1913年末，泰勒被授予國王極地獎章，並成為英國皇家地理學會的會員。泰勒的南極地貌学研究使他於1916年獲得了悉尼大學的博士學位。1921年，他被任命為地理學副教授，成為該大學地理學系的創始主任。1927年，他成為新南威爾斯州地理學會的第一任主席。

## 著作理論
泰勒寫了許多關於環境在塑造並影響種族方面的書，他還撰寫了大量關於種族遷移的文章。種族譜系始於非洲，然後擴展到全世界並以積極的方式發展，此理論泰勒認為是19世紀時的過時思想。在他於1937年出版的《環境、種族及移民》（Environment, Race, and Migration）一書中泰勒提出理論，他認為中亞地區的蒙古人種是現代人類生活中最忠實於他們過去的種族。澳洲人種和黑人種是人類從尼安德特人進化而來的第一個分支，其種族適應了生活在世界的邊緣。尼格利陀人從未與尼安德特人有關係，因此很可能更直接地從猿類發展而來。「在上新世後的百萬年」期間，人類被迫在與「大冰蓋」擴張有關的四次主要遷移中遷移。隨著人類遷移到不同地區，他們適應了所遇到的各式環境。泰勒公開表明不同意阿尔弗雷德·魏格纳的大陆漂移学说，他寫道，人類顯然是隨著時間的推移分別遷移到世界各地。他認為是人類遷移到世界各地，世界沒有移動他們（注意，這是在板块构造论提出之前所寫的）。泰勒將皮膚色素與溫度聯繫起來，並收集地质学、拓扑学、气象学和人类学相關的大量數據，他認為地理学在解釋物理世界與人類物種的擴散和進化之間具有綜合作用。

最合適的部落在最刺激的地區進化與生存；也就是說，生存不那麼難以阻礙智力發展，也不那麼容易驅使懶惰和失去主動性。最不適合的族群最終會被驅逐到沙漠、熱帶叢林或崎嶇的山脈中。

泰勒並不完全同意澳大利亞政府的白澳政策，該政策旨在將移民僅限於白人。泰勒聲稱，澳大利亞的農業資源有限，再加上其他環境因素，意味著澳大利亞將無法支持一些人樂觀預測的一億人口目標。此外，他聲稱由於氣候因素，澳大利亞內陸最好由更適應環境的寬頭蒙古人種定居。因他對澳大利亞未來發展的看法而被嚴厲批評為不愛國者。他於書中撰寫的這些觀點被西澳大利亚州教育當局禁止在學校教授。泰勒是環境決定論的支持者，認為「物理環境決定文化」。

## 外部連結
- 互联网档案馆中托馬斯·格里菲斯·泰勒的作品或与之相关的作品
- Thomas Griffin Taylor archival papers （页面存档备份，存于） held at the University of Toronto Archives and Records Management Services （页面存档备份，存于）